# Rond des Osages
Rond des Osages est une sculpture contemporaine du sculpteur français Michel Batlle. 
Dédiée à la tribu des Osages dont certains membres étaient venus se perdre dans la France du XIXe siècle, errant ainsi jusqu'à Montauban où ils trouvèrent asile et l'aide nécessaire pour rentrer chez eux, elle prend la forme d'un ensemble de trois structures métalliques, située au niveau d'un échangeur autoroutier à la sortie de l'agglomération de Montauban.

## Description

Drapeau des Osages

Cette œuvre se présente sous la forme de trois structures métalliques tubulaires allongées en forme de rectangles ajourés d’inégales hauteurs, entourés de jeunes pins. L’une des structures est rouge, la seconde jaune, la troisième est bleue ; elles découpent sur le ciel d’étranges symboles géométriques. Une plaque émaillée annonce, au ras de la pelouse : « Rond des Osages ».
Ces trois structures métalliques renvoient aux rubans traditionnels que les Osages, une tribu d'Amérindiens vivant aux États-Unis, portent encore aujourd'hui sur leurs vêtements. Ils renvoient également à toute une symbolique cosmique.

## Historique et contexte

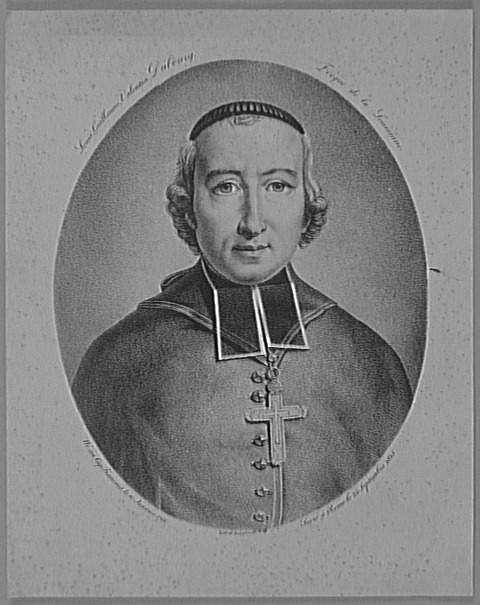
Louis-Guillaume-Valentin Dubourg, ancien évêque de Louisiane et sauveur des Osages errant en France.

En 1803, le Premier consul Bonaparte a vendu la Louisiane française au président des  États-Unis, Thomas Jefferson. Des Osages qui regrettaient le départ des trappeurs français entreprennent le voyage vers la France en juillet 1827. Quatre hommes et deux femmes débarquent alors au Havre. 
Ils vivent une période de fêtes et de réceptions jusqu'à Paris où ils sont reçus par le roi Charles X. Trois mois plus tard, leur accompagnateur, David Delaunay, un commerçant breton naturalisé américain, est arrêté pour une affaire de captation d'héritage. Ils sont abandonnés et errent sur les routes de France et d'Europe sans savoir comment revenir en Amérique. Pendant environ deux ans, ils monnayent leurs apparitions, puis ils décident de rentrer. Une partie décide de s'adresser à La Fayette. Trois d'entre eux — Petit-Chef, Grand-Soldat et Femme-Faucon — arrivent à Montauban en novembre 1829 car ils ont appris la présence de Louis-Guillaume-Valentin Dubourg, ancien évêque de la Louisiane française au siège de Saint-Louis, proche de leur territoire. L’évêque et le maire, le vicomte de Gironde, les accueillent et organisent alors la collecte de fonds auprès de la population afin de financer leur voyage de retour.
En 1989, lorsque l'association Oklahoma-Occitania reprend contact avec la tribu, en Oklahoma, il apparait que les descendants de ces trois Osages perdus n'ont pas oublié la générosité des Montalbanais. Depuis lors, on croise chaque année des Osages à Montauban et on chante le Se Canta occitan dans les pow-wows en Oklahoma. 
C’est en lisant un article du magazine Historama que Jean-Claude Drouilhet, créateur de l'association, a pu redécouvrir l’existence du passage des Osages dans la ville. Et après de multiples recherches, il prend contact avec le chef de la tribu en Oklahoma, renouant ainsi des liens entre la ville et la tribu amérindienne. Liée à ces retrouvailles, l'œuvre de Michel Batlle commémore et perpétue ce lien entre les Montalbanais et les Osages.

## Situation et accès
L'œuvre est située en plein air au bord de l'autoroute A20, au niveau de l'échangeur qui permet de rejoindre la route départementale 120 en direction du quartier de Sapiac.
- 64 Sapiac : Villebrumier, Montauban-Sapiac